# Ørland
Ørland ist eine Kommune (Gemeinde) auf Fosen im mittelnorwegischen Fylke Trøndelag. Sie umfasst die gleichnamige Halbinsel an der Mündung des Trondheimsfjords in das Nordmeer. Im Zuge der Kommunalreform in Norwegen wurden Ørland und Bjugn zum 1. Januar 2020 zusammengelegt.

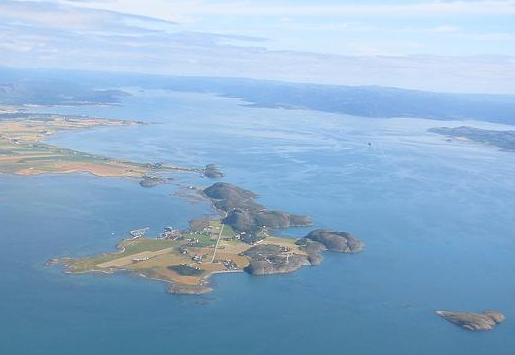
Luftbild des südlichen Zipfels der Halbinsel Ørland

In Ørland befindet sich mit dem Flughafen Ørland einer der größten militärischen Flugplätze Norwegens. Er wurde 1941–1944 unter der deutschen Besatzung von Kriegsgefangenen erbaut. Während des Zweiten Weltkriegs waren hier bis zu 7.000 deutsche Soldaten stationiert, bis zu 10.000 Kriegsgefangene verrichteten hier Zwangsarbeit. Heute dient der Flugplatz als Stützpunkt der norwegischen Luftwaffe und als AWACS-Stützpunkt der NATO.
Eine weitere militärische Hinterlassenschaft der deutschen Besatzungszeit ist die Festung Austrått. Die Anlage ist heute Museum und beherbergt unter anderem den Geschützturm „C“ des Schlachtschiffes Gneisenau. Nach der Außerdienststellung des schwer beschädigten Schiffes 1942 wurde das Geschütz hier wiederverwendet. Diese Küstenbatterie wurde dem deutschen Militär als Festung Agdenes bezeichnet.
Neben dem Flugplatz sind die Hauptarbeitgeber vor Ort die Käserei Tine und die Textilfabrik Mascot Høie.
Sehenswert ist der Herrensitz Austrått (erbaut 1656) mit einer alten (und der weltweit wohl nördlichsten) Traubeneiche. Die früheste Errichtung der Burg liegt im 11. Jahrhundert. Sie ist heute Eigentum des Staates.

## Persönlichkeiten
- John Aalberg (* 1960), US-amerikanischer Skilangläufer
- Hannah Ryggen (1894–1970), schwedisch-norwegische Textilkünstlerin